# Parlamentswahl in Russland 2016
- KPRF: 42
- SR: 23
- Rodina: 1
- BPL: 1
- Unabh.: 1
- ER: 343
- LDPR: 39

Die 7. Parlamentswahl in Russland 2016 fand am 18. September 2016 statt. Gewählt wurden die 450 Abgeordneten der Staatsduma. Die Wahlen wurden erstmals wieder nach dem schon von 1993 bis 2003 verwendeten Grabenwahlrecht abgehalten. Die Wahlbeteiligung lag bei 47,88 %.

## Ausgangslage
Bei der Parlamentswahl 2011 wurde die Partei Einiges Russland von Dmitri Medwedew trotz starker Verluste stärkste Partei. Zweitstärkste Partei wurde mit deutlichem Abstand die Kommunistische Partei der Russischen Föderation. Einiges Russland konnte mit der Wahl seine absolute Mehrheit der Sitze verteidigen.
Die Parlamentswahlen 2016 waren ursprünglich für den 4. Dezember 2016 angesetzt, wurden dann allerdings auf Initiative der Regierungspartei Einiges Russland sowie der Oppositionsparteien Liberal-Demokratische Partei Russlands und Gerechtes Russland auf den 18. September 2016 vorverlegt. Begründet wurde die Vorverlegung damit, dass am selben Tag in zahlreichen Föderationssubjekten Gouverneurs- und Parlamentswahlen stattfänden. Nicht unterstützt wurde die Terminverschiebung der Wahl von der Kommunistischen Partei, deren Vorsitzender Gennadi Sjuganow im Sommermonat September eine niedrige Wahlbeteiligung befürchtet.
Vor der Parlamentswahl 2016 erhielten knapp 43 Millionen Rentner eine Einmalzahlung. Ministerpräsident Medwedew erklärte, die dafür eingesetzten 215 Milliarden Rubel (3 Milliarden Euro) sollten den Rentnern helfen, die steigenden Preise zu bewältigen. Die Indexierung der Renten (jeweils im Februar) hatte die Jahresinflation von 12,9 Prozent des Jahres 2015 nur teilweise ausgeglichen.

## Wahlrecht
Das russische Wahlrecht entspricht einer Mischung aus Verhältniswahl und Mehrheitswahl. Die Duma umfasst 450 Abgeordnetensitze. Die Hälfte davon (225) werden über Parteilisten gewählt, wobei eine landesweite 5-Prozent-Sperrklausel gilt. Die andere Hälfte wird in 225 Einzelwahlkreisen nach dem relativen Mehrheitswahlrecht gewählt, d. h. der Kandidat mit der relativen Stimmenmehrheit gewinnt den Wahlkreis. Dieses Wahlsystem gab es bereits bei den Wahlen zwischen 1993 und 2003. Bei der Parlamentswahl 2011 gab es dagegen eine Wahl nach reinem Verhältniswahlrecht mit 7-Prozent-Sperrklausel.
Die Durchführung der Wahl auf der Krim wurde von westlichen Ländern als illegal bezeichnet; krimtatarische Aktivisten riefen zum Boykott auf. Die OSZE sandte keine Wahlbeobachter auf die Krim und aus Sicherheitsgründen auch keine in die Kaukasusrepubliken aus.

## Umfragen
Auf die Frage, welche Partei sie wählen würden, wenn am Sonntag Parlamentswahl wäre, antworteten die Befragten wie folgt. Unentschlossene und Nichtwähler sind herausgerechnet:
| Datum                | Institut      | Einiges Russland | KPRF   | LDPR   | Gerechtes Russland | Partei der Volksfreiheit | Jabloko | Bürger- plattform | Rodina | Patrioten Russlands | Fortschritts- partei | Grüne | Rechte Sache | Kommunisten Russlands |
| -------------------- | ------------- | ---------------- | ------ | ------ | ------------------ | ------------------------ | ------- | ----------------- | ------ | ------------------- | -------------------- | ----- | ------------ | --------------------- |
| Datum                | Institut      |                  |        |        |                    |                          |         |                   |        |                     |                      |       |              |                       |
| 10. April 2016       | WCIOM         | 58,2 %           | 13,1 % | 13,5 % | 8,4 %              | 0,4 %                    | 1,9 %   | 0,8 %             | 0,5 %  | 0,3 %               | –                    | 0,6 % | 0,4 %        | 0,3 %                 |
| 3. April 2016        | WCIOM         | 63,1 %           | 11,9 % | 11,2 % | 8,3 %              | 0,7 %                    | 0,9 %   | 0,5 %             | 0,1 %  | 0,5 %               | –                    | 0,3 % | 0,1 %        | 0,3 %                 |
| 27. März 2016        | WCIOM         | 61,6 %           | 11,8 % | 12,1 % | 7,0 %              | 0,5 %                    | 2,2 %   | 0,4 %             | 0,5 %  | 0,6 %               | –                    | 0,4 % | 0,3 %        | 0,4 %                 |
| 20. März 2016        | WCIOM         | 58,0 %           | 13,3 % | 12,6 % | 8,3 %              | 1,1 %                    | 2 %     | 0,7 %             | 0,5 %  | 0,5 %               | –                    | 0,4 % | 0,5 %        | –                     |
| 28. Februar 2016     | WCIOM         | 61,5 %           | 12,4 % | 10,8 % | 8,4 %              | 0,8 %                    | 1 %     | 0,4 %             | 0,4 %  | 0,9 %               | –                    | 0,5 % | 0,9 %        | –                     |
| 10. Februar 2016     | Levada Centre | 65 %             | 16 %   | 8 %    | 5 %                | <1 %                     | 1 %     | 1 %               | 1 %    | 1 %                 | 2 %                  | <1 %  | –            | –                     |
| 27. Dezember 2015    | WCIOM         | 67,3 %           | 10,3 % | 7,7 %  | 6,4 %              | –                        | –       | –                 | –      | –                   | –                    | –     | –            | –                     |
| 10. Dezember 2015    | Levada Centre | 69 %             | 15 %   | 8 %    | 4 %                | <1 %                     | 1 %     | 1 %               | 1 %    | 1 %                 | 1 %                  | 1 %   | –            | –                     |
| November 2015        | WCIOM         | 70 %             | 10,5 % | 9 %    | 6,5 %              | –                        | –       | –                 | –      | –                   | –                    | –     | –            | –                     |
| Oktober 2015         | WCIOM         | 70,5 %           | 10 %   | 7,5 %  | 6,5 %              | –                        | –       | –                 | –      | –                   | –                    | –     | –            | –                     |
| 5. Oktober 2015      | Levada Centre | 63 %             | 17 %   | 9 %    | 4 %                | 1 %                      | 1 %     | 1 %               | 1 %    | 1 %                 | 1 %                  | 1 %   | –            | –                     |
| 7. September 2015    | Levada Centre | 63 %             | 16 %   | 8 %    | 5 %                | 1 %                      | 1 %     | 1 %               | 1 %    | 1 %                 | 2 %                  | 2 %   | –            | –                     |
| 20.–23. Februar 2015 | Levada Centre | 64 %             | 17 %   | 8 %    | 2 %                | –                        | 1 %     | 2 %               | –      | –                   | 1 %                  | –     | –            | –                     |

## Ergebnisse

### Gesamtergebnis
| Platz                 | Platz                 | Partei                                            | Stimmen    | %       | Dumasitze | Davon:         | Davon:           |
| Platz                 | Platz                 | Partei                                            | Stimmen    | %       | Dumasitze | föderale Liste | regionale Listen |
| --------------------- | --------------------- | ------------------------------------------------- | ---------- | ------- | --------- | -------------- | ---------------- |
|                       | 1.                    | Einiges Russland                                  | 28 527 828 | 54,20 % | 343       | 140            | 203              |
|                       | 2.                    | Kommunistische Partei der Russischen Föderation   | 7 019 752  | 13,34 % | 42        | 35             | 7                |
|                       | 3.                    | Liberal-Demokratische Partei Russlands            | 6 917 063  | 13,14 % | 39        | 34             | 5                |
|                       | 4.                    | Gerechtes Russland                                | 3 275 053  | 6,22 %  | 23        | 16             | 7                |
|                       |                       |                                                   |            |         |           |                |                  |
|                       | 5.                    | Kommunisten Russlands                             | 1 192 595  | 2,27 %  | 0         | 0              | 0                |
|                       | 6.                    | Jabloko                                           | 1 051 335  | 1,99 %  | 0         | 0              | 0                |
|                       | 7.                    | Russische Partei der Pensionäre für Gerechtigkeit | 910 848    | 1,73 %  | 0         | 0              | —                |
|                       | 8.                    | Rodina                                            | 792 226    | 1,51 %  | 1         | 0              | 1                |
|                       | 9.                    | Wachstumspartei                                   | 679 030    | 1,29 %  | 0         | 0              | 0                |
|                       | 10.                   | Russische Ökologische Partei "Die Grünen"         | 399 429    | 0,76 %  | 0         | 0              | 0                |
|                       | 11.                   | PARNAS                                            | 384 675    | 0,73 %  | 0         | 0              | 0                |
|                       | 12.                   | Patrioten Russlands                               | 310 015    | 0,59 %  | 0         | 0              | 0                |
|                       | 13.                   | Bürgerplattform                                   | 115 433    | 0,22 %  | 1         | 0              | 1                |
|                       | 14.                   | Bürgerkraft                                       | 73 971     | 0,14 %  | 0         | 0              | 0                |
|                       |                       | Unabhängige                                       | —          | —       | 1         | —              | 1                |
| Nicht vergebene Sitze | Nicht vergebene Sitze | Nicht vergebene Sitze                             | 982 596    |         |           |                |                  |
| Insgesamt             | Insgesamt             | Insgesamt                                         | 51 649 253 | 100 %   | 450       | —              | —                |

### Wahlkarten

In den 225 Wahlkreisen gewählte Abgeordnete: Einiges Russland LDPR KPRF Gerechtes Russland Rodina Bürgerplattform
Mehrheiten nach Parteilistenstimmen und Kreisen für:
Unabhängige
- Mehrheiten nach Parteilistenstimmen und Kreisen für:
Einiges Russland
LDPR
KPRF

## Verdacht auf Wahlbetrug
Während der Parlamentswahlen kam der Vorwurf des Wahlbetrugs auf. In Sibirien seien Studenten dafür bezahlt worden, ihre Stimme mehrmals abzugeben. Die Nachrichtenagentur Interfax zitierte einen Leiter von Wahlbeobachtern des Menschenrechtsrats beim Präsidenten, wonach es regelmäßige Berichte über Manipulationen aus verschiedenen Regionen gab. Als Beispiel wurden Schlangen von Militärangehörigen genannt, die an Orten wählten, an denen sie nicht registriert waren. Auch wurden die Wahlkabinen nicht benutzt, sondern offen an Tischen gewählt. Um Proteste wie nach den Wahlen 2012 zu verhindern, wurde diese Wahl im Vorfeld von der russischen Führung gezielt vorbereitet. NGOs wie Golos, welche 2012 Wahlfälschungen nachweisen konnten und so die Proteste mit auslösten, wurden als „ausländische Agenten“ gewertet und ihnen damit die Wahlbeobachtung entzogen. Das Lewada-Zentrum wurde ebenfalls unter Druck gesetzt und ihre Arbeit im Vorfeld eingeschränkt, um die öffentliche Meinung zu beeinflussen.
In neun Wahllokalen erklärte die Wahlleiterin Ella Pamfilowa am 21. September die Wahl für ungültig. So seien in einem Lokal in Mordwinien mehr als die überhaupt ausgegebenen Stimmzettel abgegeben worden. Gemäß ihrer Mitteilung würden weitere Beschwerden geprüft.

## Kritische Betrachtung des Wahlausgangs
Nach Ansicht von internationalen Wahlbeobachtern liefen die Wahlen 2016 deutlich geordneter ab als die vorangegangene Wahl 2011. Die Zahl der Wahlverstöße war weit geringer als bei der Vorwahl. Der Russischen Wahlkommission wurde attestiert, sie sei ernsthaft um die Einhaltung der Wahlstandards bemüht gewesen. Die Kritik von Seiten der Oppositionellen und von westlichen Beobachtern und Organisationen konzentrierte sich mehr auf das Umfeld der Wahl als auf die Wahl selbst. Die Opposition sei massiv behindert worden, während die Regierung mit ihrer Monopolstellung in den staatlich kontrollierten und gelenkten Medien ungehindert ihre dominierende Parteiwerbung verbreiten konnte. In Russland existieren nur wenige überregionale Presseorgane, die offen die Opposition unterstützen; die meisten Medien erscheinen „gleichgeschaltet“. Die Aktivitäten der Opposition sind eingeschränkt durch Disziplinierungs-Gesetze, die beispielsweise den intensiveren Kontakt zu ausländischen Organisationen als „Spionage“ und „ausländische Einmischung“ unter hohe Strafen stellen. Demonstrationen oder Versammlungen von Oppositionellen sind polizeilich stark reglementiert und werden häufig durch Schlägertrupps bedroht und gestört.
Viele Bürger Russlands reagieren angesichts der politischen Verhältnisse mit weitgehender Apathie und Desinteresse an jeder Form von Politik. Die Wahlbeteiligung war mit 47,8 % so niedrig wie noch nie bei einer Parlamentswahl seit dem Zerfall der Sowjetunion. Sie lag 12,3 Prozentpunkte unter der der letzten Wahl. Nur 35 % der Moskauer beteiligten sich (2011 waren es noch 66 %). Kritisiert wurde auch, dass die verschiedenen Oppositionsgruppierungen es nicht verstanden hatten, eine gemeinsame Wahlplattform oder zumindest Wahlabsprachen zustande zu bringen.